# 양평 용천리 삼층석탑
양평 용천리 삼층석탑(楊平 龍川里 三層石塔)은 대한민국 경기도 양평군 옥천면, 사나사에 있는 삼층석탑이다. 1983년 9월 19일 경기도의 문화재자료 제21호로 지정되었다.

## 개요
사나사 대웅전 앞에 자리하고 있는 3층 석탑으로, 기단부(基壇部)와 탑신부(塔身部), 머리장식을 갖추고 있다.
바닥돌 위에는 아래층 기단의 맨 윗돌로 보이는 부재가 놓여 있고, 위층 기단과 탑신의 몸돌은 모서리마다 기둥 모양의 조각이 있다. 특히 탑신의 1층 몸돌을 다른 층에 비해 월등히 높게 만들어 놓아 독특한 모습이다. 지붕돌은 윗면에 느린 경사가 흐르고, 네 귀퉁이에서 경쾌하게 위로 들려 있으며, 밑면에는 3단씩의 받침을 두고 있다. 꼭대기에는 머리장식을 받치던 네모난 받침돌만 남아 있다.

## 같이 보기
- 삼층석탑
- 사나사

## 참고 자료
- 양평 용천리 삼층석탑 - 국가유산청 국가유산포털